# 1217년

## 연호
- 남송(南宋) 가정(嘉定) 10년
- 금(金) 정우(貞祐) 5년 / 흥정(興定) 원년
- 일본(日本) 겐포(建保) 5년
- 서하(西夏) 광정(光定) 7년
- 리 왕조(李朝) 끼엔자(建嘉) 7년

## 기년
- 남송(南宋) 영종(寧宗) 23년
- 금(金) 선종(宣宗) 5년
- 고려(高麗) 고종(高宗) 4년
- 몽골 칭기즈 칸 12년
- 서하(西夏) 신종(神宗) 7년
- 리 왕조(李朝) 혜종(惠宗) 7년

## 사건
- 흥왕사의 승려들이 최충헌 살해 미수
- 최광수가 서경에서 반란